# Айяш, Яхья
Яхья Абд аль-Латиф Аяш или Яхие Аяш / Айяш (22 февраля 1966 — 5 января 1996) — палестинский террорист, глава боевого крыла ХАМАС. Один из инициаторов использования террористов-смертников. Известен под псевдонимом Инженер (المهندس, аль-мухандис).

## Биография
Родился в 1966 году в деревне Рафат (Западный берег реки Иордан), был старшим из трёх братьев. Как утверждают некоторые источники[какие?], с детства отличался религиозностью и талантом в механике.
В 1988 году окончил факультет электротехники университета Бир Зейт. В 1992 году вступил в боевое крыло ХАМАС, Бригады «Изз ад-Дин аль-Кассам», специализируясь на изготовлении самодельных взрывных устройств из подручных средств.
Под руководством Аяша были совершены теракты в Афуле, Хадере, Тель-Авиве, Иерусалиме, на перекрёстке Бейт-Лид, в которых в общей сложности погибло не менее 90 израильтян.
Неполный перечень терактов, подготовленных Айяшем:
- 06.04.1994 Афула. Заминированный автомобиль врезался в пассажирский автобус. 8 погибших, свыше 50 раненых
- 13.04.1994 Хадера. Теракт-самоубийство в автобусе. 5 погибших, около 40 раненых.
- 19.10.1994 Тель-Авив. Теракт-самоубийство в автобусе. 22 погибших, около 60 раненых.
- 22.01.1995 Перекрёсток Бейт-Лид, около Нетании. Взрыв на «солдатской тремпиаде»: 21 погибший, около 70 раненых.
- 09.04.1995 Гуш Катиф (сектор Газа). Заминированный автомобиль врезался в пассажирский автобус. 8 погибших, около 40 раненых.
- 19.05.1995 Иерусалим. Теракт-самоубийство в автобусе. Около 50 раненых.
- 24.07.1995 Рамат-Ган. Теракт-самоубийство в автобусе. 6 погибших, около 50 раненых.
- 21.08.1995 Иерусалим. Теракт-самоубийство в автобусе. 4 погибших, около 50 раненых.

### Смерть
Согласно книге Самуэля Каца «Охота на Инженера» Айяш был убит в секторе Газа с помощью заминированного сотового телефона, переданного ему человеком, которому он доверял. На его похороны пришло более ста тысяч человек. Ясир Арафат назвал Айяша «мучеником». Израиль не подтвердил и не опроверг своё участие в его ликвидации.
После гибели Айяша, его место занял Мохиедин Шариф, погибший в 1998 году также, по-видимому, в результате действий израильских спецслужб.